# زنگنه سفلی
زنگنه سفلی، روستایی از توابع بخش زند شهرستان ملایر در استان همدان ایران است.این روستا در 20کیلومتری مرکز شهرستان قراردارد. مردم این روستا بیشتر به کشاورزی مشغول بوده و عمده محصولات این روستا آلبالو گردو میباشد .
بزرگترین تفاوت این روستا با بقیه روستاها در ایران این است که علیرغم جمعیت کم دارای فراوانی نام خانوادگی میباشد
و هیچ طایفه بزرگی تقریبا در این روستا وحود ندارد.

## جمعیت
این روستا در دهستان کمازان علیا قرار دارد و براساس سرشماری مرکز آمار ایران در سال ۱۳۹۵، جمعیت آن ۳۰۰ نفر (۱۰۸خانوار) بوده‌است.